# Servane
Servane est un prénom féminin qui semble issu du latin d'église servitium, « le service de Dieu ». Ce prénom, qui évoquait également le substantif servus, l'esclave (serf, en français médiéval), ne fut jamais très répandu. On le rencontrait parfois en Bretagne, jusqu'au XVIIIe siècle, en raison de la notoriété de Saint Serf ou saint Servan, évêque-abbé de Culross, en Écosse (VIe siècle), connu en Écosse comme le saint breton Serf. 
Depuis 1900, 3 490 filles ont reçu ce prénom en France (année pic : 2000 avec 359 naissances de Servane).
La Sainte-Servane est fêtée le 1er juillet, comme Servan.

## Personnalités
- Servane Bruneau (1973- ), judokate française ;
- Servane Escoffier (1981- ), navigatrice française ;
- Servane de Layre-Mathéus (1939-2020), historienne française.

## Source
- Un prénom à raconter de Lucille Dumoulin, SOLAR.
- Chantal Tanet et Tristan Hordé, Dictionnaire des prénoms, Paris, Larousse, 16 septembre 2009, 675 p. (ISBN 978-2-03-583728-8), p. 569..